# Câu lạc bộ bóng chuyền Biên Phòng
Câu lạc bộ bóng chuyền Biên Phòng (tên gắn với nhà tài trợ hiện tại là Biên Phòng MB) là một câu lạc bộ bóng chuyền Nam chuyên nghiệp có trụ sở ở Hà Nội, Việt Nam. Đây là đội bóng đang thi đấu tại Giải vô địch bóng chuyền quốc gia Việt Nam. Biên Phòng tham gia liên tục ở Giải vô địch bóng chuyền quốc gia Việt Nam từ năm 2006 đến 2024 là 19 trên tổng số 21 lần và từng vô địch quốc gia 3 lần vào các năm 2009, 2011 và 2024. Tại giải VĐQG năm 2024, sau khi thi đấu vòng tròn, Biên Phòng thi đấu 8 trận, thắng 7 trận, đạt 20 điểm với tổng số 21 set thắng và 7 set thua, xếp thứ 2 tại vòng tròn và là 1 trong 4 đội thi đấu vòng chung kết. Đội đã giành chiến thắng trước Sanest Khánh Hòa ở trận chung kết và đoạt chức vô địch quốc gia sau 13 năm.

## Thành tích
Tại Giải bóng chuyền vô địch quốc gia Việt Nam:
- Vô địch các mùa giải: 2009, 2011, 2024
- Á quân các mùa giải: 2023
- Hạng ba các mùa giải: 2010, 2014

Tại Giải bóng chuyền cúp Hoa Lư:
- Vô địch các mùa giải: 2014, 2024, 2025
- Á quân các mùa giải: 2022, 2023
- Hạng ba các mùa giải: 2010, 2019

Tại Giải bóng chuyền cúp Hùng Vương:
- Vô địch các mùa giải: 2023, 2024, 2025
- Á quân các mùa giải: 2010, 2016, 2018
- Hạng ba các mùa giải: 2011

## Đội hình thi đấu

### Danh sách hiện tại
Cập nhật danh sách tháng 6 năm 2022.
- Huấn luyện viên:  Trần Đình Tiến
- Trợ lý: Vũ Thanh Tuấn, Vũ Hồng Sơn, Lộc Quốc Hội

Các cầu thủ: Đinh Văn Duy, Trịnh Tiến Duyệt, Trần Văn Nam, Phạm Văn Hiệp, Nguyễn Văn Trung, Trần Duy Tuyến, Vũ Anh Tuấn, Trần Minh Đức, Nguyễn Ngọc Thuân, Đào Duy Thành, Bùi Văn Cường, Herhanda Zulti.

### Danh sách quá khứ
- Năm 2022:[2] Huấn luyện viên:  Trần Đình Tiến, Trợ lý: Vũ Thanh Tuấn, Vũ Hồng Sơn, Lộc Quốc Hội.

| STT | Họ và tên         | Số áo | Năm sinh | Chiều cao (cm) | Bật đà | Bật chắn | Ghi chú                    |
| --- | ----------------- | ----- | -------- | -------------- | ------ | -------- | -------------------------- |
| 1   | Đinh Văn Duy      | 1     | 2000     | 184            | 330    | 330      |                            |
| 2   | Trịnh Tiến Duyệt  | 3     | 1993     | 186            | 325    | 325      |                            |
| 3   | Trần Văn Nam      | 5     | 2004     | 185            | 330    | 340      |                            |
| 4   | Phạm Văn Hiệp (C) | 6     | 2000     | 190            | 340    | 325      |                            |
| 5   | Nguyễn Văn Trung  |       | 1994     | 184            | 325    | 345      | Mượn từ Quân khu 3         |
| 6   | Trần Duy Tuyến    | 8     | 2001     | 190            | 345    | 320      |                            |
| 7   | Vũ Anh Tuấn       | 10    | 1988     | 183            | 320    | 320      |                            |
| 8   | Trần Minh Đức     | 11    | 2002     | 189            | 335    | 335      |                            |
| 9   | Nguyễn Ngọc Thuân | 17    | 1999     | 193            | 350    | 340      |                            |
| 10  | Đào Duy Thành     | 18    | 2001     | 188            | 320    | 320      |                            |
| 11  | Bùi Văn Cường     | 7     | 1997     | 188            | 330    | 330      | Mượn từ BTL CSCĐ (K02)     |
| 12  | Hernanda Zulfi    | 9     | 1997     | 190            | 330    | 340      | Ngoại binh người Indonesia |

- Năm 2021:  Huấn luyện viên: Việt Nam Trần Đình Tiến, Trợ lý: Vũ Thanh Tuấn, Phạm Ngọc Kiên. Các cầu thủ: Đinh Văn Duy (Đội trưởng), Trịnh Tiến Duyệt, Phạm Văn Hiệp, Ngô Văn Dũng, Trần Duy Tuyến, Đặng Vũ Bôn, Vũ Anh Tuấn, Nguyễn Đình Luân, Trần Minh Đức, Nguyễn Ngọc Thuân, Bùi Văn Hải, Nguyễn Minh Đạt.
- Vòng 2 Giải bóng chuyền VĐQG 2016:[3] Nguyễn Văn Đức (1992, 1m84), Phạm Thành Nam (1986, 1m84), Vũ Hồng Quân (1983, 1m83), Phạm Ngọc Kiên (1985, 1m88), Đoàn Văn Danh (1989, 1m86), Đặng Vũ Bôn (1985, 1m90), Nguyễn Công Chiến (1987, 1m89), Nguyễn Minh Đạt (1992, 1m83), Ngô Văn Dũng (1989,

1m84), Nguyễn Hữu Hà (1981, 1m90), Lê Văn Lâm (L) (1977, 1m72), Vũ Anh Tuấn (L) (1988, 1m80).